# Валуевский
Валу́евский — посёлок в Свердловской области России, административно подчинённый городу Кушве. Входит в Кушвинский муниципальный округ.

## География
Посёлок расположен в труднодоступной лесистой местности среди горных увалов Урала, возле истока реки Кушвы (правого притока Туры), к северо-западу от Екатеринбурга и Нижнего Тагила, и в 8 километрах на юго-восток от города Кушвы (по дорогам в 9 километрах).

## История

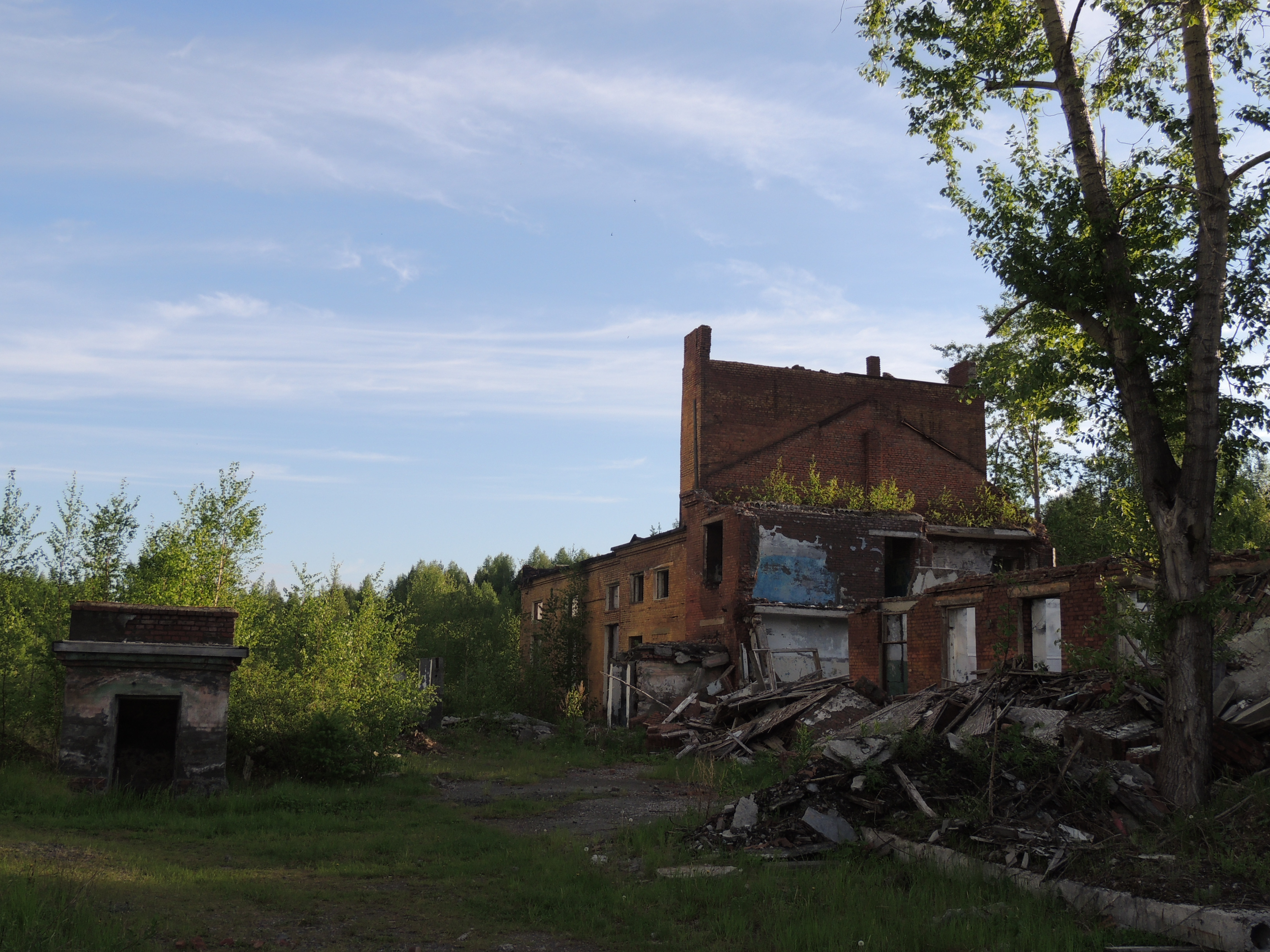
Разрушенные производственные помещения шахты «Валуевская»

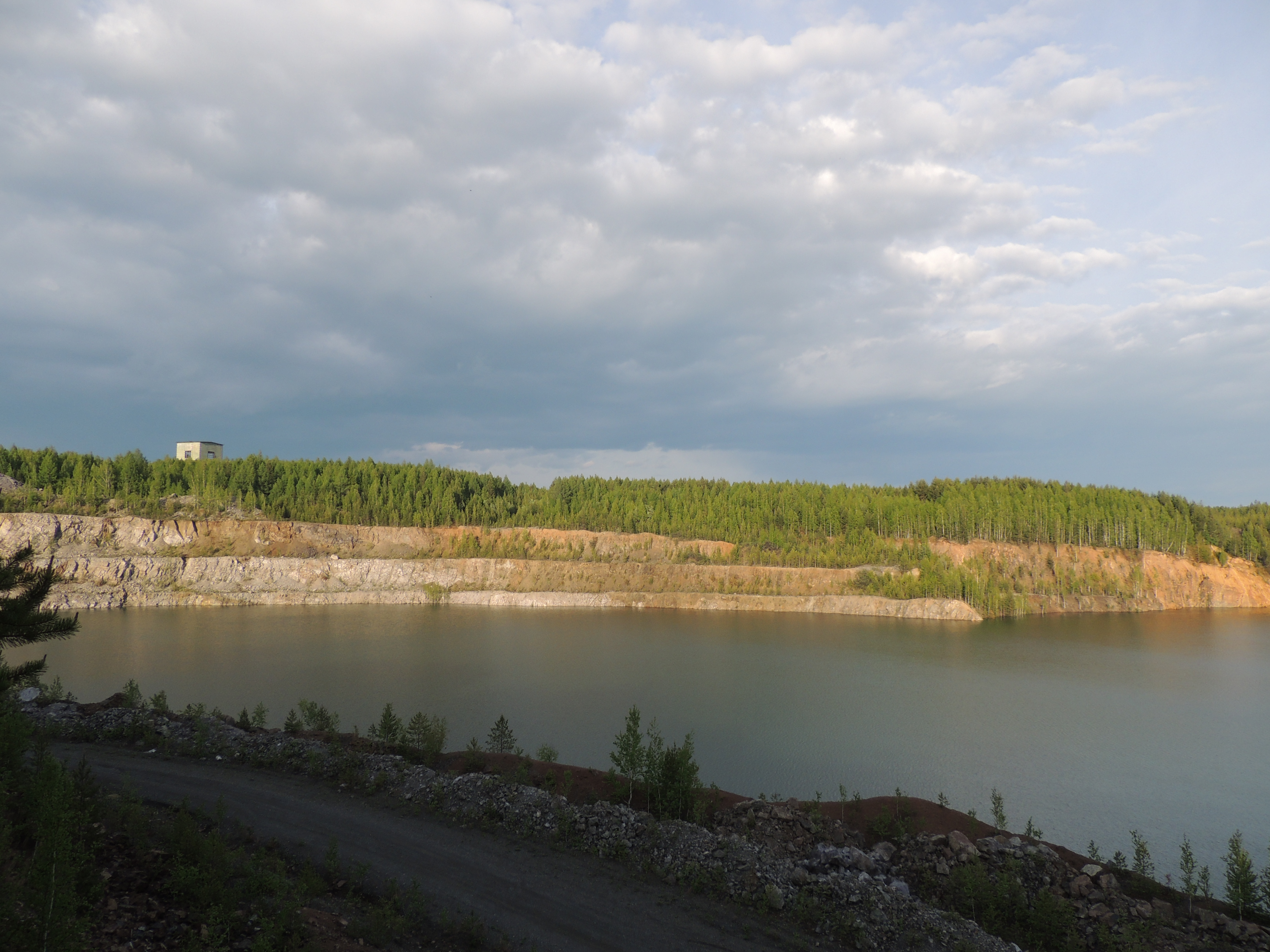
Бывший карьер Валуевский

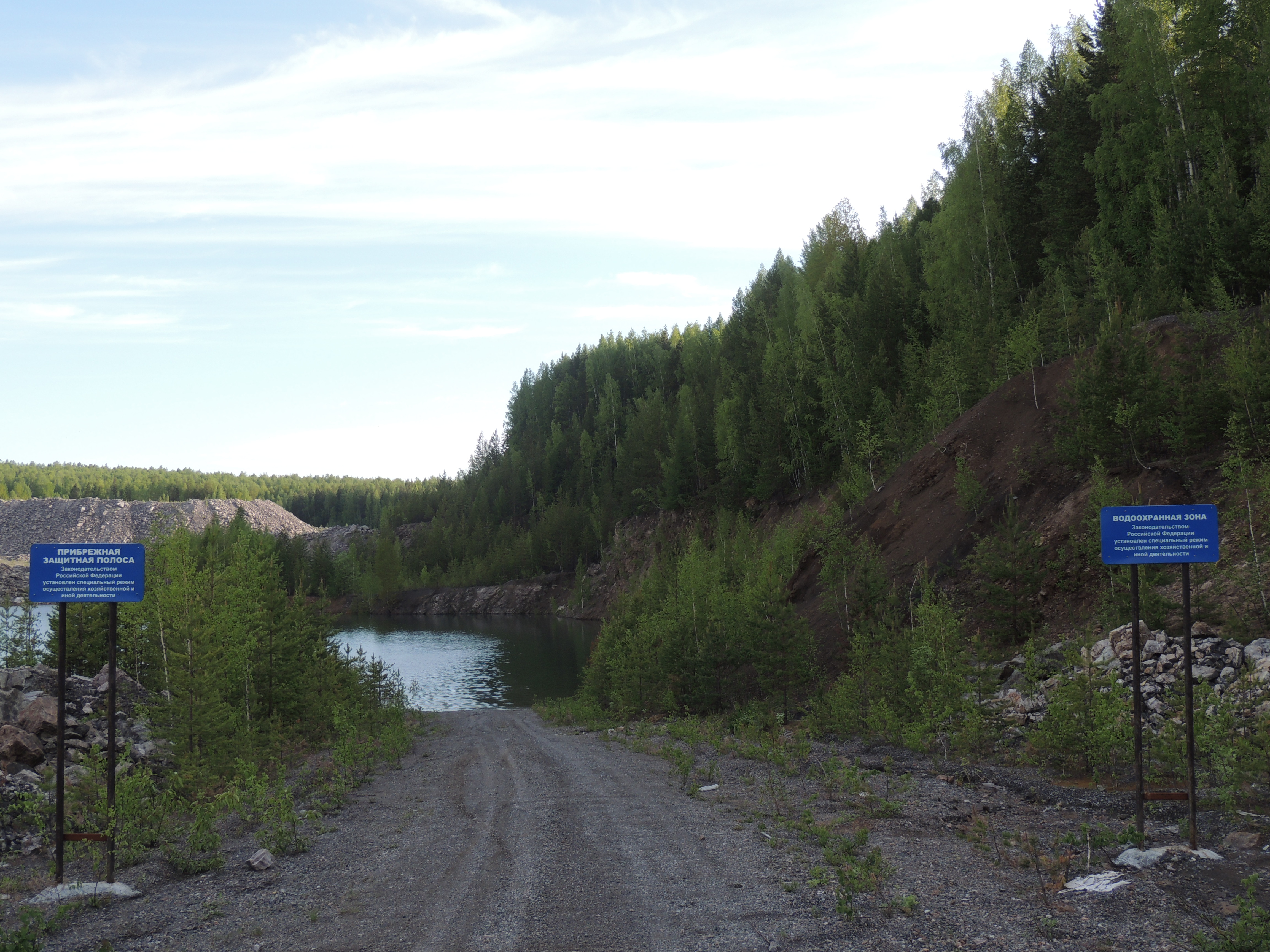
Спуск в карьер Валуевский

С юга к посёлку примыкает старый Валуевский рудник, где в 1872—1883 годах велась добыча железной руды для Баранчинского завода. Валуевское (Мало-Благодатское) месторождение железной руды было открыто в 1857 году. Название происходит от фамилии первого хозяина рудника — пермского купца Валуева. В 1953 году добыча возобновилась, она велась Гороблагодатским рудоуправлением карьерным способом. В 1967 году введена в эксплуатацию шахта «Валуевская» (горизонт 370 метров) с годовой мощностью 0,5 млн тонн/год. В мае 1998 года шахта была остановлена. Сам рудник был заброшен в 2001 году. 12 ноября 1979 года Исполнительный комитет Свердловского областного Совета народных депутатов принял решение просить Президиум Верховного Совета РСФСР переименовать посёлок. Указом Президиума Верховного Совета РСФСР от 08.07.1985 года посёлок Валуевский Рудник переименован в Валуевский.

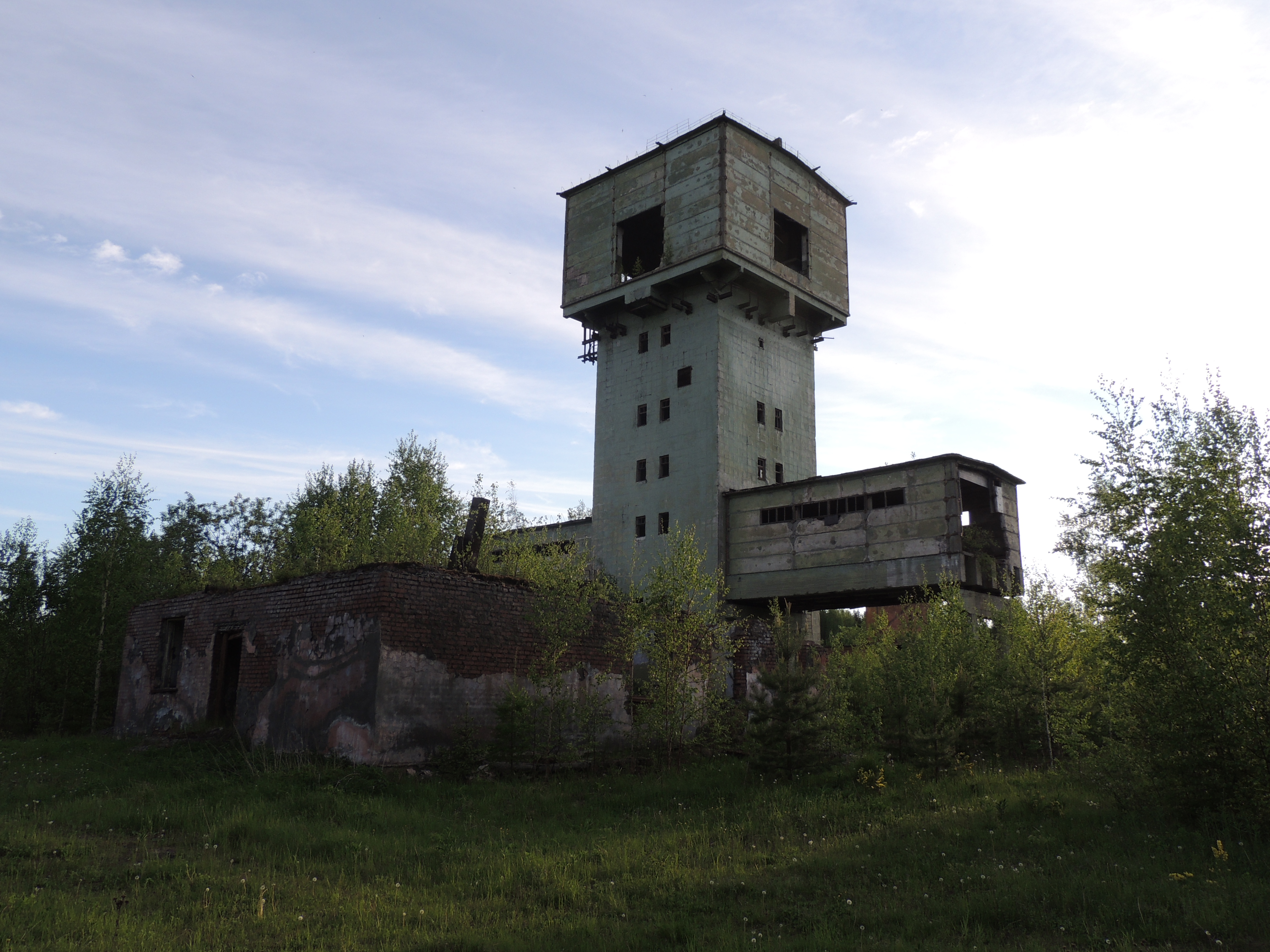
Шахта Валуевская

## Население
| 2002 | 2010 |
| ---- | ---- |
| 33   | ↘4   |